# 清灭大西之战
清灭大西之战，清世祖顺治二年（1645年）三月至顺治三年（1646年）十一月，清军攻灭张献忠大西政权的作战。
顺治元年（1644年）十一月，张献忠在成都府称帝，国号大西，年号大顺。当时清軍主力在山东、陕西与李自成作战；进军东南，与南明弘光政权作战。大西军在四川，与故明残军及官绅团练武装作战。大顺二年（1645年）十一月，清朝派驻防西安府的内大臣何洛会为定西大将军，会同固山额真巴颜、李国翰等，进兵四川，征剿大西。大顺三年（1646年）正月，清朝增派靖远大将军肃亲王豪格进入四川。大西军同时受到故明军队与清军主力的两面进攻。三月，明川陕总督樊一、兵部尚书四川督师王应熊在泸州会师进攻大西军，明参将杨展攻取大西的嘉定府（治今四川省乐山市），占领川南诸州县。大西十余万众想要从长江东进湖北，在彭山（今四川省眉山市以北）被杨展击败，只好退回成都。
五月初五日，豪格率军从西安向汉中进发。五月十八日，清朝将领尼堪到达鸡头关，击败大西军。到达汉中府，击败大西军贺珍营。五月廿五日，豪格派鳌拜、马喇希等分别从汉中、西乡（今陕西省西乡）追击大西军贺珍、孙守法、刘体纯所部。明总兵曾英、参将王祥联兵攻打成都。在清军和明军、乡绅武装的多路进攻下，七月，大西军放弃成都，向陕西撤退，想要偷袭敌后。
十一月，豪格到达四川南部县，大西军保宁府（今四川省阆中市）守将刘进忠投降。大西军还有数十万部众，在西充县列营。豪格任用降将刘进忠为向导，护军统領鳌拜等为先锋，进击大西。十一月廿七日凌晨，清军到达西充。当时大雾弥漫，大西军哨兵报告后营路上有盔甲声，张献忠认为这是惑乱军心，于是斩杀哨兵数人。不久清军到达，张献忠率部将出营，到达凤凰山。清军到达营门，以小溪为隔。张献忠刚要张弓搭箭，却被清将雅牙兰射中，于是阵亡。大西军大惊逃溃。清军追击，攻破一百三十余营。大西政权灭亡。孙可望、李定国等将领收集余部，从顺庆府（今四川省南充市）南奔，在四川云南贵州地区抗清十余年，成为南明后期中流砥柱的抗清力量。